# Политические партии Греции
Политические партии Греции всегда играли и продолжают играть важную роль в жизни страны. С середины 1970-х годов для Греции характерна двухпартийная система, когда в политике доминируют две большие партии, побеждающие на выборах в парламент и формирующие правительство.
Историю партийной системы Греции можно разделить на пять периодов. Первый включает в себя правление короля Оттона (1833—1862), второй приходится на время правления королей Георга I (1863—1913), Константина I (1913—1917 и 1920—1922), Александра I (1917—1920) и Георга II (1922—1924). Третий пришёлся на время Второй Греческой Республики (1924—1935). Четвёртый включает в себя время правления королей Павла и Константина II (1946—1973). В середине 1970-х после свержения режима «Чёрных полковников» начался современный пятый период.
Помимо двух ведущих партий в Греции действуют ещё окола десятка партий и коалиций, регулярно представленных в парламенте и имеющих возможность влиять на политику больших партий. Время от времени в парламенте бывают представлены и другие партии.
С середины XX века для Греции характерно наличие большого числа левых и крайне левых партий, пользующихся большой популярностью среди избирателей. В то же время центристские и либеральные силы традиционно слабы. Также для Греции характерна нестабильность партий, в которых то и дело происходят расколы, в результате чего образуются новые партии.

## История партийного строительства

### Первый период (1833—1862)
Партийное строительство в Греции началось в 1830-х годах после окончательного признания независимости страны. Первые политические партии представляли собой неформальные группы политических лидеров, которые сформировались в течение короткого периода Первой Греческой республики (1828—1831) и вошли в силу во время царствования короля Оттона. Для того периода характерно сильная зависимость Греции и её политиков от трёх держав: Англии, Франции и России. Неудивительно, что первые греческие партии во многом представляли собой клиентелы сверхдержав и получили соответствующие названия. Консервативно настроенные политики, выступавшие за сильное централизованное правительство во главе с королём и примат православной церкви в повседневной жизни, рассчитывали на поддержку от России, неудивительно, что они получили название Русская партия. Сторонники экономического либерализма и парламентской монархии были в большинстве своём англофилами и объединились в Английскую партию. Приверженцы конституционализма ориентировались в первую очередь на Францию и создали Французскую партию. Пока Грецией управляли регенты во главе с государственным канцлером Йозефом Арманспергом, считавшимся англофилом, в политической жизни страны доминировала Английская партия, а члены Русской нередко подвергались преследованиям. Но после того как власть перешла в руки короля на первое место выдвинулась именно Русская партия, выступавшая за расширение власти монарха.
После свержения короля Оттона партии прекратили своё существование.

### Второй период (1863—1924)
Хотя новая Конституция 1864 года была направлена на модернизацию политической системы Греции, тем не менее первые годы правления короля Георга I в политической жизни страны не отличались от предыдущего периода. Король активно вмешивался в деятельность правительств сменявших друг друга.
Первой политической партией второго периода стала правоцентристская консервативная Националистическая, созданная на базе Русской партии. До 1870-х годов греческие партии по-прежнему создавались не на основе принципов или политической программы, а вокруг личности более или менее харизматического лидера. Эту ситуацию изменил Харилаос Трикупис. Будучи сторонником британской двухпартийной парламентской системы, в 1875 году он создаёт центристскую либеральную прозападную Новую партию. Так в Греции началось формирование современной партийной системы, основанной на чётких и устойчивых идеологических принципах.

## Политические партии, представленные в парламенте Греции и Европарламенте
| Название | Название                                                                     | Аббревиатура            | Идеология                                                                                              | Лидер              | Парламент Греции | Европарламент |
| -------- | ---------------------------------------------------------------------------- | ----------------------- | --- | ------------------ | ---------------- | ------------- |
|          | «Новая демократия» греч. Νέα Δημοκρατία                                      | НД ND Ν.Δ.              | Либеральный консерватизм Христианская демократия                                                       | Кириакос Мицотакис | 158              | 6             |
|          | Коалиция радикальных левых греч. Συνασπισμός Ριζοσπαστικής Αριστεράς, ΣΥΡΙΖΑ | СИРИЗА SYRIZA ΣΥ.ΡΙΖ.Α. | Демократический социализм Экосоциализм Марксизм (еврокоммунизм, троцкизм, маоизм)                      | Алексис Ципрас     | 47               | 5             |
|          | ПАСОК — Движение перемен греч. ΠΑΣΟΚ – Κίνημα Αλλαγής                        | КИНАЛ KINAL ΚΙΝ.ΑΛ.     | социал-демократия проевропеизм фракции: социальный либерализм демократический социализм                | Никос Андрулакис   | 32               | 1             |
|          | Коммунистическая партия Греции греч. Κομμουνιστικό Κόμμα Ελλάδας             | ΚПГ ΚΚΕ Κ.Κ.Ε.          | Коммунизм Марксизм-ленинизм                                                                            | Димитрис Куцумбас  | 21               | 2             |
|          | «Спартиатес»                                                                 |                         | | Василис Стигас     | 12               | 0             |
|          | «Греческое решение» греч. Ελληνική Λύση                                      | EL Ε.Λ.                 | национальный консерватизм социальный консерватизм евроскептицизм правый популизм греческий национализм | Кириакос Велопулос | 12               | 1             |
|          | «Ники»                                                                       |                         | | Димитрис Нациос    | 10               | 0             |
|          | «Курс свободы»                                                               |                         | | Зои Константопулу  | 8                | 0             |
|          | Национальное народное сознание греч. Eθνική Λαϊκή Συνείδηση                  | ЭЛАСИН Ε.ΛΑ.ΣΥΝ.        | Греческий национализм Национал-консерватизм Евроскептицизм и антитюркизм                               | Яннис Лагос        | 0                | 1             |

## Малые партии
- «Левое антикапиталистическое объединение за перемены» (Αντικαπιταλιστική Αριστερή Συνεργασία για την Ανατροπή — ANT.AR.SY.A., 2009) — коммунизм, революционный социализм, антикапитализм, экосоциализм
- Независимое объединение граждан с особой самоидентификацией (Ανεξάρτητη Συσπείρωση Πολιτών Ιδιαίτερου Αυτοπροσδιορισμού ΡΟΜ — ΑΣΠΙΔΑ-ΡΟΜ, 2006) — партия греческих цыган. Примечание: слово ΑΣΠΙΔΑ в переводе с греческого означает «щит».
- Коммунистическая организация «Реорганизация» (Κομμουνιστική Οργάνωση «Ανασύνταξη») — марксизм-ленинизм.
- Коммунистическая партия Греции (марксистско-ленинская) (Κομμουνιστικό Κόμμα Ελλάδας (μαρξιστικό-λενινιστικό) — K.K.E. (m-l), 1976) — коммунизм, марксизм-ленинизм, маоизм, антиревизионизм.
- «Демократическое возрождение» (Δημοκρατική Αναγέννηση, 2004) — национальный консерватизм, социальный консерватизм, национализм, популизм.
- «Демократы» (Δημοκρατικοί) — центризм.
- «Действие» (Δράση, 2009) — либеральный центризм, свободный рыночный капитализм, права человека, устойчивое развитие, проевропеизм.
- «Экологи Греции» (Οικολόγοι Ελλάδας, 1988) — зелёные.
- Борющаяся социалистическая партия Греции (Αγωνιστικό Σοσιαλιστικό Κόμμα Ελλάδας , 1984) — демократический социализм, левый национализм.
- «Греческие экологи» (Έλληνες Οικολόγοι) — зелёная политика.
- Хриси Авги или «Золотая Заря» (Χρυσή Αυγή, 1993) — крайне правые, национализм, третий путь, антикоммунизм, антилиберализм.
- Либеральный альянс (Φιλελεύθερη Συμμαχία — Φ.Σ., 2007) — классический либерализм.
- Марксистско-ленинская коммунистическая партия Греции (Μαρξιστικό - Λενινιστικό Κομμουνιστικό Κόμμα Ελλάδας) - M.-L. K.K.E., 1976) — крайне левые, коммунизм, марксизм-ленинизм, маоизм, антиревизионизм.
- Движение по реорганизации Коммунистической партии Греции 1918—55 (Κίνηση για την Ανασύνταξη του ΚΚΕ 1918-55) — марксизм-ленинизм, коммунизм, сталинизм, ходжаизм.
- Организация по восстановлению Коммунистической партии Греции (Οργάνωση για την Ανασυγκρότηση του Κομουνιστικού Κόμματος Ελλάδας, 1985) — коммунизм, марксизм-ленинизм, маоизм.
- Партия греческих охотников (Κόμμα Ελλήνων Κυνηγών — K.Ε.Κ., 1990) — выступает за права охотников.
- Пиратская партия Греции (Κόμμα Πειρατών Ελλάδας, 2012) — свобода информации, реформа закона об авторских правах, отмена патентов, уважение к частной жизни.
- Социалистическая рабочая партия (Σοσιαλιστικό Εργατικό Κόμμα — SEK, 1971) — революционный социализм, троцкизм.
- Союз центристов (Ένωση Κεντρώων, 1992) — социал-демократия, центризм, венизелизм.
- Союз демократического центра (Ένωση Δημοκρατικού Κέντρου — ΕΔΗΚ, 1976) — центризм, социальный либерализм, венизелизм, радикализм.
- Пуск — социалистическая организация интернационалистов (Ξεκίνημα — Σοσιαλιστική Διεθνιστική Οργάνωση, 1974) — троцкизм.
- Рабочая революционная партия (Εργατικό Επαναστατικό Κόμμα — Ε.Ε.Κ., 1985) — троцкизм.
- «Радуга» (греч. Ουράνιο Τόξο, макед. Виножито, 1994) — политическая партия этнических македонцев живущих в Греции. Член Европейского свободного альянса.
- Демократический альянс (греч. Δημοκρατική Συμμαχία)

## Классификация по идеологии

#### Левые
- Коалиция радикальных левых (СИРИЗА) — широкая левая сила, включившая партии демосоциалистического, еврокоммунистического, троцкистского, маоистского и экосоциалистического толка.
- «Народное единство» — леворадикальная партия, созданная на базе откола от СИРИЗА несогласных с принятием мер жёсткой экономии под давлением кредиторов.
- «Курс свободы» — ещё один левый откол от СИРИЗА.
- «Левое антикапиталистическое объединение за свержение» (АНТАРСИЯ) — леворадикальная антикапиталистическая коалиция, объединяющая коммунистические (в том числе троцкистские и маоистские) тенденции.
- Коммунистическая партия Греции — старейшая политическая партия в стране, опирается на мировоззрение марксизма-ленинизма.
- «Экологические зелёные» — экологистская, младший партнёр СИРИЗА.

#### Левоцентристы
- Всегреческое социалистическое движение (ПАСОК) — традиционная социал-демократическая партия.
- «Движение демократических социалистов» (КИДИСО) — откол от ПАСОК.
- «Демократические левые» — социал-демократический откол от СИРИЗА.
- «Общественное соглашение» — откол от ПАСОК, поддержавший СИРИЗА.
- «Общество превыше всего» — откол от ПАСОК, поддержавший СИРИЗА.

#### Центристы
- «Река» (Потами) — социал-либеральная проевропейская партия.
- Союз центристов — социал-либеральная проевропейская.
- Дрази — либеральная.
- Демократический альянс — неолиберальная, влившаяся обратно в «Новую демократию».

#### Правоцентристы
- «Новая демократия» — господствующая в консервативном лагере.

#### Правые
- «Независимые греки» — евроскептическая правопопулистская.
- Народный православный призыв (ЛАОС) — ультраправая национал-консервативная.
- Хриси Авги («Золотая Заря») — ультраправая неонацистская.

## Исторические партии
- 1833—1863
  - — Английская партия (греч. Άγγλικό Κόμμα) — экономический либерализм, парламентаризм, монархизм, англофильство.
  - — Французская партия (греч. Γαλλικό Κόμμα) — популизм, конституционализм, франкофильство.
  - — Русская партия (греч. Ρώσσικο Κόμμα) — этатизм, консерватизм, русофильство, православие.
- 1865—1909 — Националистическая партия (греч. Κόμμα Εθνικόφρονων, K.E.) — правоцентристская, консерватизм, греческий национализм, идея Мегали, экспансионизм, роялизм. Была создана на базе Русской партии.
- 1875—1910 — Новая партия (греч. Νεωτεριστικόν Κόμμα, NK) — центристская, либерализм, демократия, модернизация, капитализм, индустриализация, идея Мегали, национализм, прозападная.
- 1910—1961 — Либеральная партия (греч. Κόμμα Φιλελευθέρων) — либерализм, венизелизм, идея Мегали, национальный либерализм, республиканизм, прогрессивизм.
- 1922—1936 — Партия свободомыслящих (греч. Kόμμα των Ελευθεροφρόνων) — национализм, роялизм, антикоммунизм, антипарламентаризм, корпоративизм, экономический протекционизм, метаксизм.
- 1920—1950 — Социалистическая партия Греции (греч. Σοσιαλιστικό Κόμμα Ελλάδας, ΣΚΕ) — социализм.
- 1920—1958 — Народная партия (греч. Λαїκό Κόμμα, LK) — правый центр, консерватизм, монархизм, национализм, экспансионизм, антивензелизм. Фактически преемник Националистической партии.
- 1926—?
  - — Демократический союз (греч. Δημοκρατική Ένωσις, Δ.E.) — либеральная.
  - — Еврейский политический союз
  - — Либеральная партия беженцев (греч. Φιλελευθέρων Προσφιγικόν Κόμμα, Φ.Π.Κ.)
- 1926—1956 — Аграрная партия (греч. Άγροτικό Κόμμα, АК)
- 1928—1964 — Прогрессивная партия (греч. Προοδευτικόν Κόμμα, Π.Κ.)
- 1931—1932 — Независимая социалистическая партия — образована в результате раскола Соцпартии Греции. Через год лидер раскольников вернулся в партию.
- 1932—1936
  - — Консервативная демократическая партия (греч. Συντιριτικό Δημοκρατικόν Κόμμα, Σ.Δ.Κ.)
  - — Крестьянская и рабочая партия (греч. Άγροτικόν και Έργατικόν Κόμμα, Α.Ε.Κ.) — сельский радикализм.
  - — Генеральный народный радикальный союз (греч. Γενική Λαïκή Ριζοσπαστική Ένωση, Γ.Λ.Ρ.Ε)
  - — Национальная радикальная партия (греч. Εθνική Ριζοσπαστική Κόμμα, E.Ρ.K.) — консерватизм.
- 1932—1944 — Греческая национал-социалистическая партия (греч. Ελληνικό Εθνικό Σοσιαλιστικό Κόμμα) — национал-социализм, фашизм.
- 1935
  - — Македонский союз — консерватизм.
  - — Союз роялистов (греч. Ένωσις Βασιλικών, EB) — монархическо-консервативная.
- 1935—1950
  - — Демократическая социалистическая партия Греции (греч. Δημοκρατικό Σοσιαλιστικό Κόμμα Ελλάδος) — демократический социализм. Создана Г. Папандреу как Демократическая партия. Преобразована в Партию Г. Папандреу (позднее Союз центра).
  - — Национальная объединённая партия (греч. Εθνικόν Ενωτικόν Κόμμα Ε.Ε.Κ.).
- 1936
  - — Национальная народная партия (греч. Εθνικόν Λαϊκόν Κόμμα, E.Λ.Κ.).
  - — Реформистская партия (греч. Μεταρρυθμιστικόν Κόμμα, M.K.).
- 1946—1950 — Национальная партия Греции (греч. Εθνικόν Κόμμα 'Ελλάδος, E.Κ.E.) — национал-консервативная.
- 1946
  - — Национальный политический союз (греч. Εθνική Πολιτική Ένωσις, Ε.Π.Ε.) — коалиция в составе Либеральной, Национальной объединённой и Демократической социалистической партий.
  - — Союз аграрных партий (греч. Ένωσις Άγροτικόν Κομμάτων, Ε.Α.Κ.) — аграрианство.
  - — Союз националистов (греч. Ένωσις Εθνικοφρόνων, Ε.Ε.) — монархическо-консервативная.
  - — Объединённый орден патриотов-мыслителей (греч. Ηνωμένη Παράταξις Εθνικοφρόνων, Η.Π.Ε.) — консерваторы.
- 1949—1953 — Национальный прогрессивный союз центра (греч. Εθνική Προοδευτική Ένωση Κέντρου ЭПЕК) — либеральная.
- 1950—?
  - — Новая партия (греч. Νέο Κόμμα, N.K.) — консервативная.
  - — Демократическая прогрессивная партия (греч. Δημοκρατικό Προοδευτικό Κόμμα, Δ.Π.Κ.).
  - — Левые либералы (греч. Αριστεροί Φιλελεύθεροι, Α.Φ.) — коммунисты.
  - — Партия Иоанниса Софианопулоса (греч. Κόμμα του Ι. Σοφιανόπουλου) — левые демократы.
  - — Прогрессивная партия либералов (греч. Κόμματος των Προοδευτικών Φιλελευθέρων) — либералы.
  - — Независимый политический лагерь (греч. Πολιτική Ανεξάρτητός Παράταξις, Π.Α.Π.) — метаксизм.
- 1950—1953 — Социалистическая партия — Демократический народный союз (греч. Σοσιαλιστικό Κόμμα-Ένωση Λαïκής Δημοκρατίας Σ.Κ.-Ε.Λ.Δ.) — коммунисты. Создана на базе Социалистической партии Греции. Объединилась с Демократической партией.
- 1951—1956
  - — Объединение крестьян и рабочих (греч. Parataxis Agroton kai Ergazomenon) — аграрная.
  - — «Греческий призыв» (греч. Ελληνικός Συναγερμός, ΕΣ) — консервативная, роялистская.
- 1951—1985 — Единая демократическая левая партия (греч. Ενιαία Δημοκρατική Αριστερά, ΕΔΑ) — коммунисты. Создана при участии ряда деятелей Народно-освободительной армии Греции (ЭЛАС). Стала основой для формирования избирательного альянса коммунистов и левых социалистов — Синаспизмос (Коалиции левых и прогресса).
- 1953—? — Демократическая партия трудящихся — была создана в результате объединения Социалистической и Демократической партий.
- 1955 — Народная социальная партия (греч. Λαϊκόν Κοινωνικόν Κόμμα, Λ.Κ.Κ.).
- 1955—1967 — Национальный радикальный союз (греч. Εθνική Ριζοσπαστική Ένωσις, ΕΡΕ) — либеральный консерватизм, экономический либерализм, роялизм, радикализм, национальный консерватизм, антикоммунизм. Создана на базе «Греческого призыва».
- 1956
  - — Либерально-демократический союз (греч. Φιλελεύθερη Δημοκρατική Ένωση Φ.Δ.Ε.) — коалиция Либеральной и Демократической социалистической партий, Демократического союза, Союза левых демократов, Объединения крестьян и рабочих, Национального прогрессивного союза центра.
  - — Партия христианской демократии.
- 1958
  - — Прогрессивный демократический сельский союз.
  - — Союз Народной партии.
- 1961 — Всенародный аграрный фронт — социализм.
- 1961—1967 — Союз центра (греч. Ένωση Κέντρου) — либерализм.
- 1963
  - — Христианская Демократия (греч. Χριστιανική Δημοκρατία) — социализм.
  - — Движение за демократию и социализм (греч. Κίνημα Δημοκρατίας και Σοσιαλισμού) — социализм.
- 1964—1976 — Организация марксистов-ленинцев Греции (греч. Οργάνωση Μαρξιστών Λενινιστών Ελλάδας, Ο.Μ.Λ.Ε.) — маоисты. Раскололись на КПГ (марксистско-ленинскую) и Марксистско-ленинскую КПГ.
- 1965—1966 — Либерально-демократическая центр (греч. Φιλελεύθερον Δημοκρατικόν Κέντρον, Φ.Δ.Κ.) — либерализм.
- 1965—1977 — Партия 4 августа (греч. Κόμμα 4ης Αυγούστου) — национализм, третий путь, считали себя преемниками Иоанниса Метаксаса.
- 1968—1986 — Внутренняя Коммунистическая партия Греции (греч. Κομμουνιστικό Κόμμα Ελλάδας Εσωτερικού) — еврокоммунизм. Раскололась на партии «Греческие левые» и Обновлённую Коммунистическую экологическую левую.
- 1974
  - — Либерально-демократический союз — Социалистическая партия (греч. Φιλελεύθερη Δημοκρατική Ένωση-Σοσιαλιστικό Κόμμα, Φ.Δ.Ε.-Σ.Κ.).
  - — Национально-демократический союз.
  - — Революционная коммунистическая партия Греции (греч. Επαναστατικό Κουμουνιστικό Κόμμα 'Ελλάδος).
- 1974—1977 — Союз центра — Новые силы (греч. Ένωσις Κέντρου — Νέες Δυνάμεις, Ε.Κ. — Ν.Δ.) — центризм, социал-демократия, венизелизм, либерализм. Создана на базе Союза центра.
- 1977
  - — Национальный блок (греч. Εθνική Παράταξις, Ε.Π.) — национализм, консерватизм, роялизм. Влились в состав Новой демократии.
  - — Демократический блок (греч. Δημοκρατική Παράταξη, Δ.Π.).
  - — Народное демократическое единство.
- 1977—1978 — Партия новых либералов (греч. Kόμμα των Nεοφιλελευθέρων, K.N.) — либерализм. Влились в состав Новой демократии.
- 1979—? — Единое националистическое движение (греч. Ενιαίο Εθνικιστικό Κίνημα, ΕΝ.Ε.Κ.) — крайне правая, националистическая. Прекратив деятельность, возобновила её на некоторое время после 1989 года.
- 1981 — Прогрессивная партия (греч. Προοδευτικόν Κόμμα, Π.Κ.).
- 1981—? — Партия демократического социализма (греч. Κόμμα του Δημοκρατικού Σοσιαλισμού, ΚΟΔΗΣΟ).
- 1982—1993 — Организация коммунистов марксистов-ленинцев Греции (греч. Οργάνωση Κομμουνιστών Μαρξιστών-Λενινιστών Ελλάδας, ΟΚΜΛΕ) — антиревизионизм, сталинизм. Объединились в Движение за единую Коммунистическую партию Греции.
- 1984—1996? — Национальный политический союз (греч. Εθνική Πολιτική Ένωσις или Ethniki Politiki ENosis, E.P.EN.) — правые националисты. Основан бывшим лидером хунты «чёрных полковников» Георгиосом Пападопулосом.
- 1984—2004 — Партия эллинизма (греч. Κόμμα Ελληνισμού) — националисты.
- 1985—1994 — Демократическое обновление (греч. Δημοκρατική Ανανέωση, ΔΗ.ΑΝΑ) — консерваторы.
- 1987—1992 — «Греческие левые» (греч. Ελληνική Αριστερά, Ε.ΑΡ) — еврокоммунизм. Образована в результате раскола Внутренней КПГ. Объединились в Синаспизмос.
- 1987—2004 — Обновлённая Коммунистическая экологическая левая (греч. Ανανεωτική Κομμουνιστική Οικολογική Αριστερά, A.K.O.A.) — еврокоммунизм, зелёная политика, экосоциализм. Образована в результате раскола Внутренней КПГ под названием Внутренняя КПГ — Обновлённые левые. Объединились в Коалицию радикальных левых.
- 1989—1993 — Альтернативные экологи (греч. Οικολόγοι Εναλλακτικοί) — зелёная политика. Полное название — Федерация экологических и альтернативных групп.
- 1993—1996 — Движение за единую Коммунистическую партию Греции (греч. Κίνηση για Ενιαίο ΚΚΕ) — марксизм-ленинизм, сталинизм, антиревизионизм.
- 1993—2004 — «Политическая весна» (греч. Πολιτική Άνοιξη) — правоконсервативная. Основана Антонисом Самарасом после его выхода из Новой демократии. Позднее лидер вернулся в партию.
- 1994—2004 — Греческий фронт (греч. Ελληνικό Μέτωπο) — национализм, популизм.
- 1999—? — «Передовая линия» (греч. Πρώτη Γραμμή) — национализм.
- 1999-2004 — Либералы (греч. Οι Φιλελεύθεροι) — либерализм. Лидер партии присоединился к ПАСОК.
- 1999—2009 — Радикальный левый фронт (греч. Μέτωπο Ριζοσπαστικής Αριστεράς, ΜЕ.Ρ.Α.) — коалиция левых радикалов. Коммунизм, троцкизм, маоизм, марксизм-ленинизм, антикапитализм, экосоциализм.
- 2001—2002 — Движение свободных граждан (греч. Κίνημα Ελευθέρων Πολιτών, ΚΕΠ) — консерватизм. Основана мэром Афин Димитрисом Аврамопулосом из числа членов Новой демократии. Позднее воссоединилась с партией.
- 2004—2007 — Патриотический альянс (греч. Πατριωτική Συμμαχία — ΠΑΤΡΙ.Σ. или Patriotiki Symmachia — PATRI.S.) — национализм. Patris переводится с греческого как «отечество».
- 2009—? — Всегреческий македонский фронт (греч. Πανελλήνιο Μακεδονικό Μέτωπο, ΠΑ.Μ.ΜΕ.) — создан для представления интересов македонцев (греч. Μακεδόνες) — региональной группы этнических греков, населявших или происходящих из области Македония на севере Греции.
- ?—? — Политическая партия греческих женщин (греч. Κόμμα Ελληνίδων Γυναικών) — феминизм.
- ?—? (1950-е) — Демократический союз (греч. Δημοκρατική Ένωσις, Δ.Ε.).